# Dagma (ort i Kina, Tibet Autonomous Region, lat 30,60, long 93,50)
Dagma (kinesiska: Dama, 达玛, Lali Xian, Jiali Xian, 拉里县, 嘉黎县) är en ort i Kina. Den ligger i den autonoma regionen Tibet, i den sydvästra delen av landet, omkring 250 kilometer nordost om regionhuvudstaden Lhasa. Antalet invånare är 32 356. Befolkningen består av 15 883 kvinnor och 16 473 män. Barn under 15 år utgör 34 %, vuxna 15-64 år 61 %, och äldre över 65 år 4,0 %.
Runt Dagma är det mycket glesbefolkat, med 2 invånare per kvadratkilometer. Det finns inga andra samhällen i närheten. Trakten runt Dagma består i huvudsak av gräsmarker.
Genomsnittlig årsnederbörd är 1 047 millimeter. Den regnigaste månaden är juni, med i genomsnitt 210 mm nederbörd, och den torraste är december, med 6 mm nederbörd.